# Allsvenskan 2010
Allsvenskan 2010 este al 86-lea sezon al Allsvenskan. A început pe 13 martie 2010 și se va termina pe 7 noiembrie 2010. Campioana sezonului precedent este AIK.

## Echipe Participante
| Club              | Sezonul precedent         | Primul sezon în ligă | First season of current spell |
| ----------------- | ------------------------- | -------------------- | ----------------------------- |
| AIK               | locul 1                   | 1924–25              | 2006                          |
| IF Brommapojkarna | 12th                      | 2007                 | 2009                          |
| Djurgårdens IF    | 14th                      | 1927–28              | 2001                          |
| IF Elfsborg       | 3rd                       | 1926–27              | 1997                          |
| GAIS              | 11th                      | 1924–25              | 2006                          |
| Gefle IF          | 10th                      | 1933–34              | 2005                          |
| IFK Göteborg      | 2nd                       | 1924–25              | 1977                          |
| Halmstads BK      | 13th                      | 1933–34              | 1993                          |
| Helsingborgs IF   | 8th                       | 1924–25              | 1993                          |
| BK Häcken         | 5th                       | 1983                 | 2009                          |
| Kalmar FF         | 4th                       | 1949–50              | 2004                          |
| Malmö FF          | 7th                       | 1931–32              | 2001                          |
| Mjällby AIF       | locul 1 (Superettan 2009) | 1980                 | 2010                          |
| Trelleborgs FF    | 9th                       | 1985                 | 2007                          |
| Åtvidabergs FF    | 2nd (Superettan 2009)     | 1951–52              | 2010                          |
| Örebro SK         | 6th                       | 1946–47              | 2007                          |

## Prezentare generală

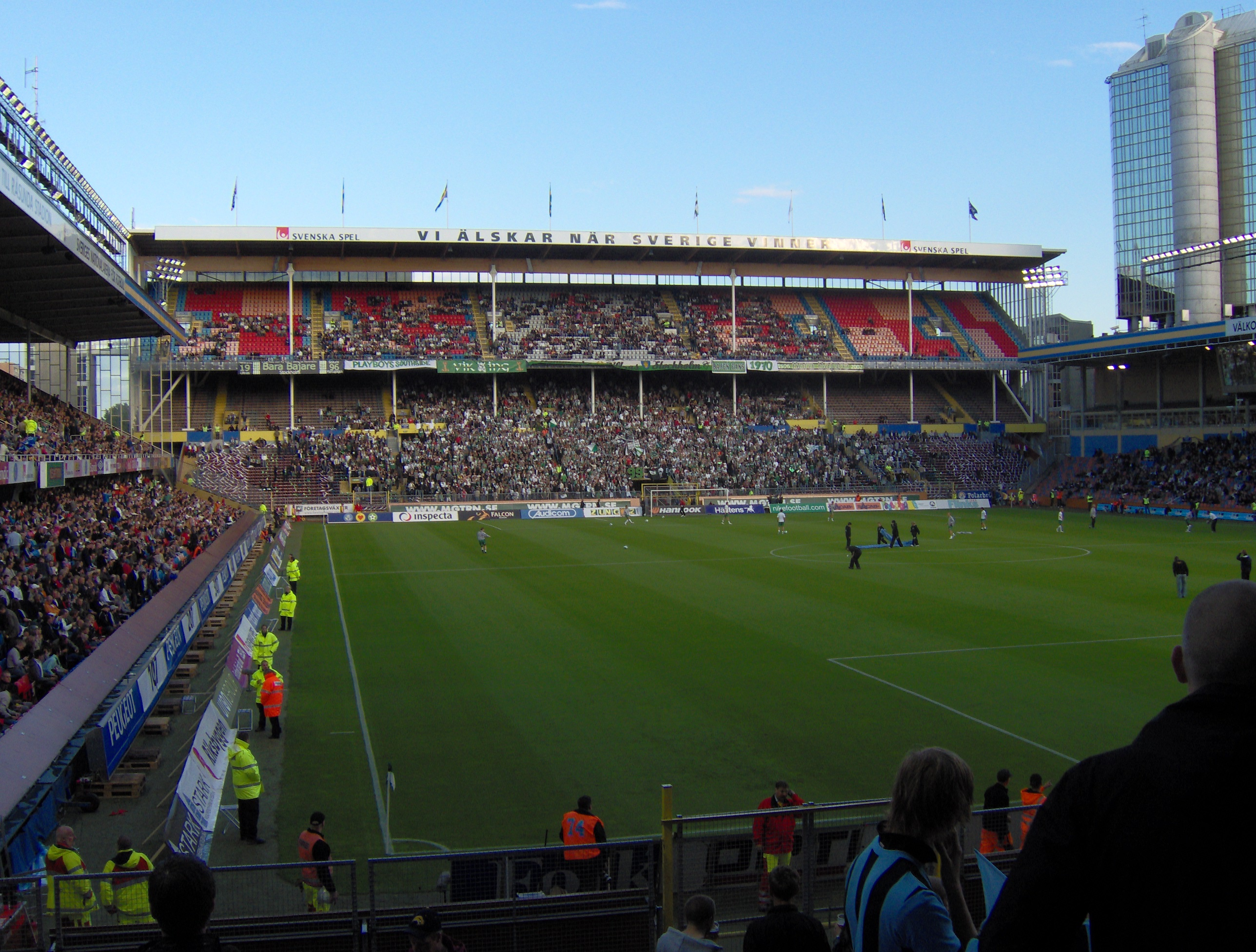
Råsunda Stadium
AIK – Capacitate 36.608

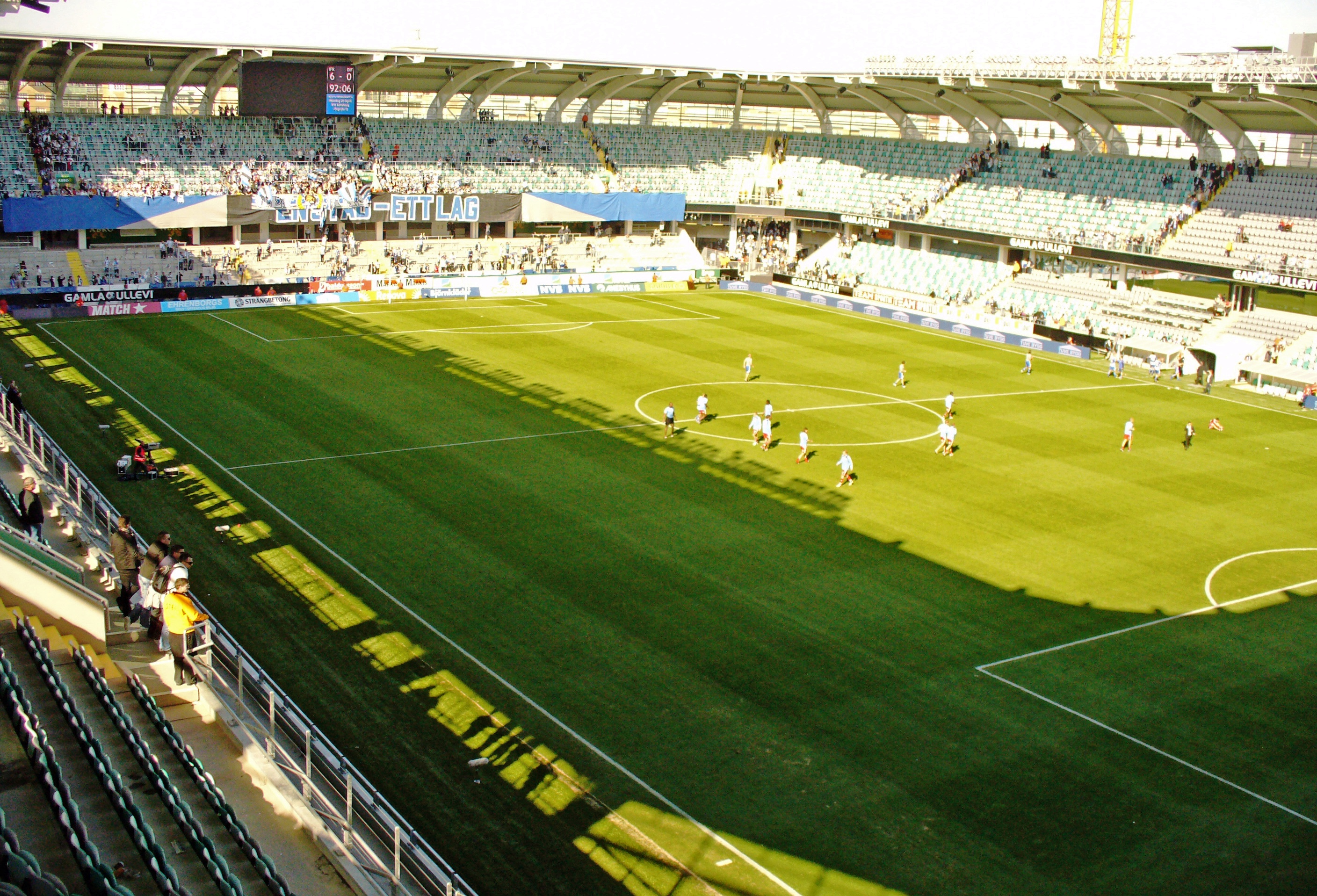
Gamla Ullevi
IFK Göteborg și GAIS
Capacitate 18.800

| Echipă            | Arenă              | Capacitate | Antrenor                       |
| ----------------- | ------------------ | ---------- | ------------------------------ |
| AIK               | Råsunda Stadion    | 36,608     | Björn Wesström                 |
| IF Brommapojkarna | Grimsta IP         | 4,500      | Kim Bergstrand                 |
| Djurgårdens IF    | Stockholms Stadion | 14,500     | Lennart Wass Carlos Banda      |
| IF Elfsborg       | Borås Arena        | 17,800     | Magnus Haglund                 |
| GAIS              | Gamla Ullevi       | 18,800     | Alexander Axén                 |
| Gefle IF          | Strömvallen        | 7,300      | Per Olsson                     |
| Halmstads BK      | Örjans Vall        | 15,500     | Lars Jacobsson                 |
| Helsingborgs IF   | Olympia            | 17,200     | Conny Karlsson                 |
| BK Häcken         | Rambergsvallen     | 7,000      | Peter Gerhardsson              |
| IFK Göteborg      | Gamla Ullevi       | 18,800     | Stefan Rehn Jonas Olsson       |
| Kalmar FF         | Fredriksskans      | 9,000      | Nanne Bergstrand               |
| Malmö FF          | Swedbank Stadion   | 24,000     | Roland Nilsson                 |
| Mjällby AIF       | Strandvallen       | 7,500      | Thomas Andersson Peter Persson |
| Trelleborgs FF    | Vångavallen        | 10,000     | Tom Prahl                      |
| Åtvidabergs FF    | Kopparvallen       | 8,000      | Andreas Thomsson               |
| Örebro SK         | Behrn Arena        | 14,500     | Sixten Boström                 |

## Clasament
| Poz | Echipa            | MJ | V  | E | Î | GM | GP | G   | Pct | Promovare sau retrogradare                                          |
| --- | ----------------- | -- | -- | - | - | -- | -- | --- | --- | ------------------------------------------------------------------- |
| 1   | Helsingborgs IF   | 14 | 11 | 2 | 1 | 20 | 6  | +14 | 35  | Turul doi preliminar al Ligii Campionilor 2011-12                   |
| 2   | Malmö FF          | 14 | 9  | 3 | 2 | 29 | 16 | +13 | 30  | EL 2011-2012 Al doilea tur preliminar                               |
| 3   | Örebro SK         | 14 | 8  | 1 | 5 | 17 | 14 | +3  | 25  | EL 2011-2012 Primul tur preliminar                                  |
| 4   | Mjällby AIF       | 14 | 7  | 3 | 4 | 18 | 11 | +7  | 24  |                                                                     |
| 5   | IF Elfsborg       | 14 | 6  | 5 | 3 | 27 | 16 | +11 | 23  |                                                                     |
| 6   | Kalmar FF         | 14 | 4  | 7 | 3 | 17 | 18 | −1  | 19  |                                                                     |
| 7   | IF Brommapojkarna | 14 | 5  | 3 | 6 | 12 | 15 | −3  | 18  |                                                                     |
| 8   | Halmstads BK      | 14 | 5  | 2 | 7 | 15 | 18 | −3  | 17  |                                                                     |
| 9   | GAIS              | 14 | 4  | 5 | 5 | 12 | 16 | −4  | 17  |                                                                     |
| 10  | Djurgårdens IF    | 14 | 4  | 4 | 6 | 14 | 16 | −2  | 16  |                                                                     |
| 11  | Gefle IF          | 14 | 4  | 4 | 6 | 13 | 16 | −3  | 16  |                                                                     |
| 12  | BK Häcken         | 14 | 4  | 4 | 6 | 13 | 18 | −5  | 16  |                                                                     |
| 13  | IFK Göteborg      | 14 | 3  | 6 | 5 | 16 | 12 | +4  | 15  |                                                                     |
| 14  | AIK               | 14 | 3  | 3 | 8 | 11 | 19 | −8  | 12  | Format:Fb competiție 2009 Play-offurile de retrogradare Allsvenskan |
| 15  | Åtvidabergs FF    | 14 | 3  | 3 | 8 | 14 | 24 | −10 | 12  | Retrogradare în Format:Fb competiție 2011 Superettan                |
| 16  | Trelleborgs FF    | 14 | 3  | 3 | 8 | 10 | 23 | −13 | 12  | Retrogradare în Format:Fb competiție 2011 Superettan                |

Ultima actualizare: 24 mai 2010
Sursa: svenskfotboll.se sv
Reguli de clasare: 
1) puncte; 2) diferența de goluri; 3) goluri marcate.
POZ = Poziția în clasament; (C) = Campioană; (R) = Retrogradată; (P) = Promovată; (E) = Eliminată; (O) = Câștigătoare de play-off; (A) = Avansează în runda următoare. 
Aplicabil doar când sezonul nu este terminat: 
(Q) = Calificare în faza competiției indicată; (TQ) = Calificare în competiție, dar încă nu în faza indicată; (RQ) = Calificată în competiția de retrogradare indicată; (DQ) = Descalificată din competiție.